# Ljubiša Ristić (Volleyballspieler)
Ljubiša Ristić (* 13. November 1967 in Brčko, Jugoslawien) ist ein ehemaliger jugoslawischer Volleyballspieler und bosnischer Volleyballtrainer.

## Karriere
Ljubiša Ristić spielte in den 1990er Jahren Volleyball bei verschiedenen griechischen Vereinen. 1997 ging er nach Italien und spielte in Neapel und Salerno. 2001 wechselte der Außenangreifer in die deutsche Bundesliga zum deutschen Meister VfB Friedrichshafen. Hier wurde er 2002 Deutscher Meister und gewann 2002 und 2003 den DVV-Pokal. Während seiner Zeit in Deutschland war er in den Ranglisten des deutschen Volleyballs vertreten und wurde 2002 zum „wertvollsten Spieler“ gewählt. Von 2003 bis 2006 spielte Ristić wieder in Italien bei Volley Forlì und Volley Corigliano.
Ljubiša Ristić spielte 200 mal in der jugoslawischen Nationalmannschaft. Heute ist er Trainer des bosnischen Vereins Jedinstvo Brčko und der Junioren-Nationalmannschaft von Bosnien und Herzegowina.